# Danwei
Danwei (chinesisch 單位 / 单位, Pinyin dānwèi, wörtlich übersetzt „Arbeitseinheit“) ist in der Volksrepublik China die Bezeichnung für den staatlich kontrollierten Arbeitsplatz. Dies ist nach der Familie die dortige kleinste soziale Einheit. Neben der zentral organisierten staatlichen Bürokratie auf der obersten Staatsebene bildet sie auf der untersten Stufe der Exekutive die zentrale Funktionseinheit zur Ausübung staatlicher Macht. Diese Organisation garantiert den staatlichen Durchgriff in alle Lebensbereiche.
Danwei wird als diejenige Arbeitseinheit beschrieben, in der man mit seiner Arbeit und Leistung den Lebensunterhalt verdient, zum großen Teil sein Leben verbringt, seinen sozialen Status und seine soziale Identität erhält sowie fast alle Bedürfnisse befriedigt. Danweis können z. B. in Form von Fabriken, Forschungsinstituten, Universitäten, Wohnvierteln, Krankenhäusern in der Stadt und als Dorfgemeinde (eine umgewandelte Form von Volkskommune) auf dem Lande erscheinen. Es handelt sich nicht nur um Produktionseinheiten, sondern auch um soziale Gemeinden, politisches Gefüge und Lebensgemeinschaft. Dies ist auch die unterste Stufe der Exekutive, in der politische und sachbezogene Willensdurchsetzung erfolgt. Da hier fast alle sozialen Funktionen integriert sind, kann die Danwei in autarker Weise existieren und überleben, ihre Mitglieder in Abhängigkeit halten und umfassende soziale Kontrolle ausüben. Die Willensdurchsetzung der staatlichen Herrschaft ist nur durch die Danwei möglich und effektiv. Deshalb konzentriert sich die staatliche Herrschaftsausübung lediglich darauf, die Danwei durch Ideologie sowie durch physische, materielle und symbolische Macht zu konformem Verhalten zu veranlassen. Danwei erweist sich als grundlegende Sozialstruktur der chinesischen Gesellschaft.
Die Einheit von Wohnen und Arbeiten ergibt sich daraus, dass Mitarbeiter häufig in Werkssiedlungen ihrer Arbeitgeber wohnen. Charakteristisch ist die Aufhebung der Anonymität. Die Danwei soll Identität stiften: Am Telefon meldet man sich immer zunächst mit dem Namen der Danwei, dann erst mit dem eigenen Namen. Die Danwei übernimmt eine Reihe von Wohlfahrtsfunktionen, wie zum Beispiel Altersversorgung, medizinische Versorgung, politische und auch soziale Kontrolle (bis hin zur Partnerwahl), Errichtung von Kindergärten und in größeren Danweis auch Schulen. Die wichtigste Wohlfahrtsfunktion der Danwei soll eine lebenslange Arbeitsgarantie sein.
Das Danwei-System war für die Umsetzung der Ein-Kind-Politik von entscheidender Bedeutung. Arbeitnehmer, die sich nicht an die Richtlinien hielten, liefen Gefahr, dass ihr Lohn gekürzt oder ihre Lebensbedingungen verschlechtert wurden.
Im Zuge der Reform- und Öffnungspolitik verändert sich der Charakter und der Status der Danweis jedoch dramatisch.